# Малік (міфологія)
Малік (Малка) (арам. mlk — «цар») — божество давньоарабської міфології. Функції точно не встановлені. Малік шанувався в державах набатеїв, Пальмірі та Самуді як «добрий та доброчинний» бог. У пізніший період Малік ототожнювався з Малакбелом, в мусульманській традиції виступає як язичницький бог — владика царської влади, що дає і відбирає її по своїй волі.